# Monumento a Nizami Ganjavi em Roma
O Monumento a Nizami Ganjavi, o poeta persa medieval, está localizado na capital da Itália, Roma, nos jardins da Villa Borghese, na rua Viale Madama Letizia. Salhab Mammadov, Artista do Povo do Azerbaijão e Ali Ibadullayev, Artista Homenageado do Azerbaijão, são os autores do monumento. A Comissão de História e Artes de Roma aprovou o projecto.